# Pilas (kommunhuvudort)
Pilas är en kommunhuvudort i Spanien.   Den ligger i provinsen Provincia de Sevilla och regionen Andalusien, i den sydvästra delen av landet, 400 km sydväst om huvudstaden Madrid. Pilas ligger 74 meter över havet och antalet invånare är 13 386.
Terrängen runt Pilas är platt. Runt Pilas är det mycket glesbefolkat, med 7 invånare per kvadratkilometer. Närmaste större samhälle är Almonte, 19,5 km väster om Pilas. Trakten runt Pilas består till största delen av jordbruksmark.